# Emphyleuscelus
Emphyleuscelus är ett släkte av skalbaggar. Emphyleuscelus ingår i familjen rullvivlar.
Kladogram enligt Catalogue of Life:
| Emphyleuscelus | \| \| Emphyleuscelus carneolus \| \| \| \| \| \| Emphyleuscelus falcipes \| \| \| \| \| \| Emphyleuscelus nigricornis \| \| \| \| \| \| Emphyleuscelus rubicundus \| \| \| \| |
|                | \| \| Emphyleuscelus carneolus \| \| \| \| \| \| Emphyleuscelus falcipes \| \| \| \| \| \| Emphyleuscelus nigricornis \| \| \| \| \| \| Emphyleuscelus rubicundus \| \| \| \| |
|                | Emphyleuscelus carneolus |
|                | |
|                | Emphyleuscelus falcipes |
|                | |
|                | Emphyleuscelus nigricornis |
|                | |
|                | Emphyleuscelus rubicundus |
|                | |